# Cyclosorus nareshii
Cyclosorus nareshii är en kärrbräkenväxtart som först beskrevs av Fraser-jenkins, och fick sitt nu gällande namn av Mazumdar. Cyclosorus nareshii ingår i släktet Cyclosorus och familjen Thelypteridaceae. Inga underarter finns listade.